# Museo de Arte Moderno de Bogotá
El Museo de Arte Moderno de Bogotá, también conocido como MAMBO, es una de las principales instituciones culturales y artísticas de Colombia.

## Historia
Fue fundado en 1953 por la crítica de arte de origen argentino Marta Traba y refundado por ella misma en el año 1957. 

## Sede
Su sede actual la diseñó Rogelio Salmona en 1985 y está ubicada en el centro de Bogotá desde ese mismo año. Tiene 5000 metros cuadrados distribuidos en cuatro pisos, un patio de esculturas y una fototeca. Además posee un auditorio, una biblioteca, un almacén, una sala de cine y un restaurante en el centro del lugar. La biblioteca posee más de 4500 volúmenes a disposición del visitante y la fototeca más de cien mil fotografías y negativos heredados de otros archivos fotográficos.
El edificio de Rogelio Salmona lo componen cuatro pisos unidos por una escalera central, formando una especie de laberinto de piedras y escaleras. La edificación fue especialmente pensada para albergar cada unas de las colecciones de arte, tanto en exhibición como en depósitos y conservación de las obras. El edificio se caracteriza por seguir el estilo de Salmona, con la construcción de ladrillo a la vista, rampas y pasadizos y sobre todo, entradas y salidas de cada una de las salas poco convencionales. Una característica del edificio son los contrastes entre iluminación natural e iluminación artificial conseguida a través de grandes ventanales y claraboyas en iluminación cenital de cada una de las salas de exposiciones.

### Proyecto de ampliación
Durante años, el museo ha intentado infructuosamente su ampliación. Los planos de un museo más amplio existen en la actualidad y también fueron diseñados por el arquitecto Rogelio Salmona. Sin embargo, la construcción es más costosa de lo que el museo puede costear y además no cuenta con un lugar adecuado para la nueva construcción. 
El edificio tuvo una remodelación interior: algunas de las paredes de ladrillo visto fueron recubiertas con paredes de yeso convirtiendo parcialmente el interior de la edificación en un cubo blanco, con el fin de facilitar las posibilidades de exposición de obra en paredes y salas. Pero esta reforma se realizó intentando siempre respetar el trabajo previo de Salmona y sin perder su esencia.

## Dirección
Desde 1969 hasta 2016 fue dirigido por la gestora y filósofa Gloria Zea, quien dejó el cargo en marzo de 2016 dejando en reemplazo a la artista Claudia Hakim.

## Colecciones
La colección del Museo de Arte Moderno es una de las más ricas en su género en el país. Incluye obras desde finales del siglo XIX hasta piezas contemporáneas; las cuales proceden no solo de artistas de Colombia, sino también de artistas de toda América Latina, Europa y Estados Unidos.

### Colección de Arte Internacional
La colección internacional incluye una de las célebres serigrafías de "Marilyn" por Andy Warhol, además de obras de Pablo Picasso, Bacon, Arp, Salvador Dalí, Javacheff, Giacometti, Oldenburg, entre otros.

### Colección de Arte Latinoamericano
La colección de arte latinoamericano del Museo es especialmente importante con obras de:
- Amelia Peláez
- Jesús Rafael Soto
- Carlos Cruz Díez
- Alejandro Otero
- Rogelio Polesello
- Roberto Matta
- Fernando de Szyszlo
- Wifredo Lam
- Mario Abreu

### Colección de Arte Colombiano
La colección de arte colombiano incluye obras de:
- Andrés de Santa María
- Ricardo Acevedo Bernal
- Fernando Botero
- Alejandro Obregón
- Guillermo Wiedemann
- Juan Antonio Roda
- Feliza Bursztyn
- Bernardo Salcedo
- Beatriz González
- Enrique Grau
- Maripaz Jaramillo
- Ana Mercedes Hoyos
- Edgar Negret
- Nadín Ospina
- Hernán Díaz
- Carlos Rojas González
- Eduardo Ramírez Villamizar
- María Fernanda Cardoso

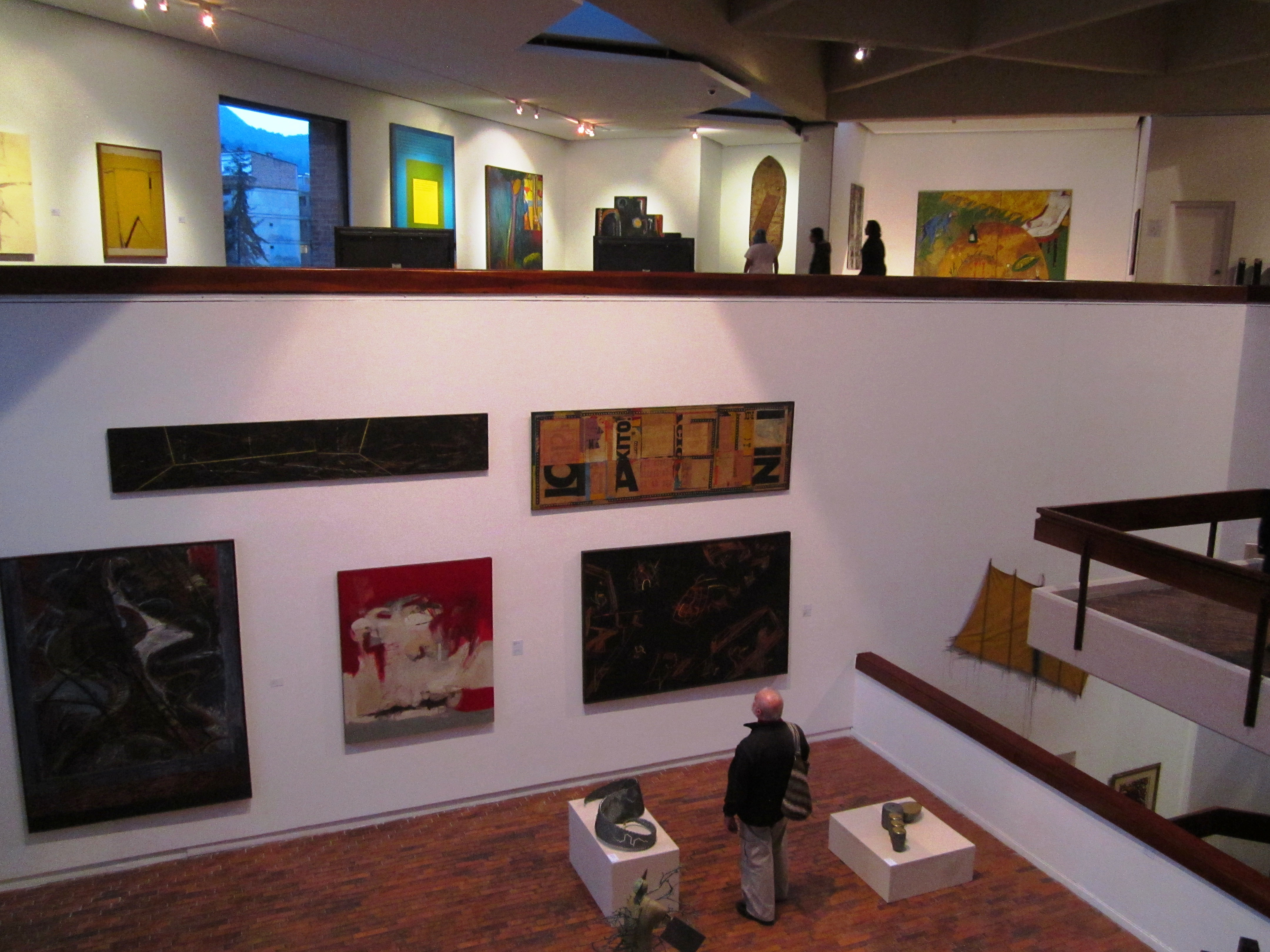
Exposición 30 años del MAMBO.

También posee una de las mayores colecciones fotográficas del país, con cerca de medio millón de ítems y piezas de diseño gráfico e industrial. Estas colecciones son exhibidas al público solo a través de exposiciones temporales. 
Adicionalmente, promociona la cultura cinematográfica por medio de las exhibiciones en la sala de cine "Los Acevedo".

## Galería

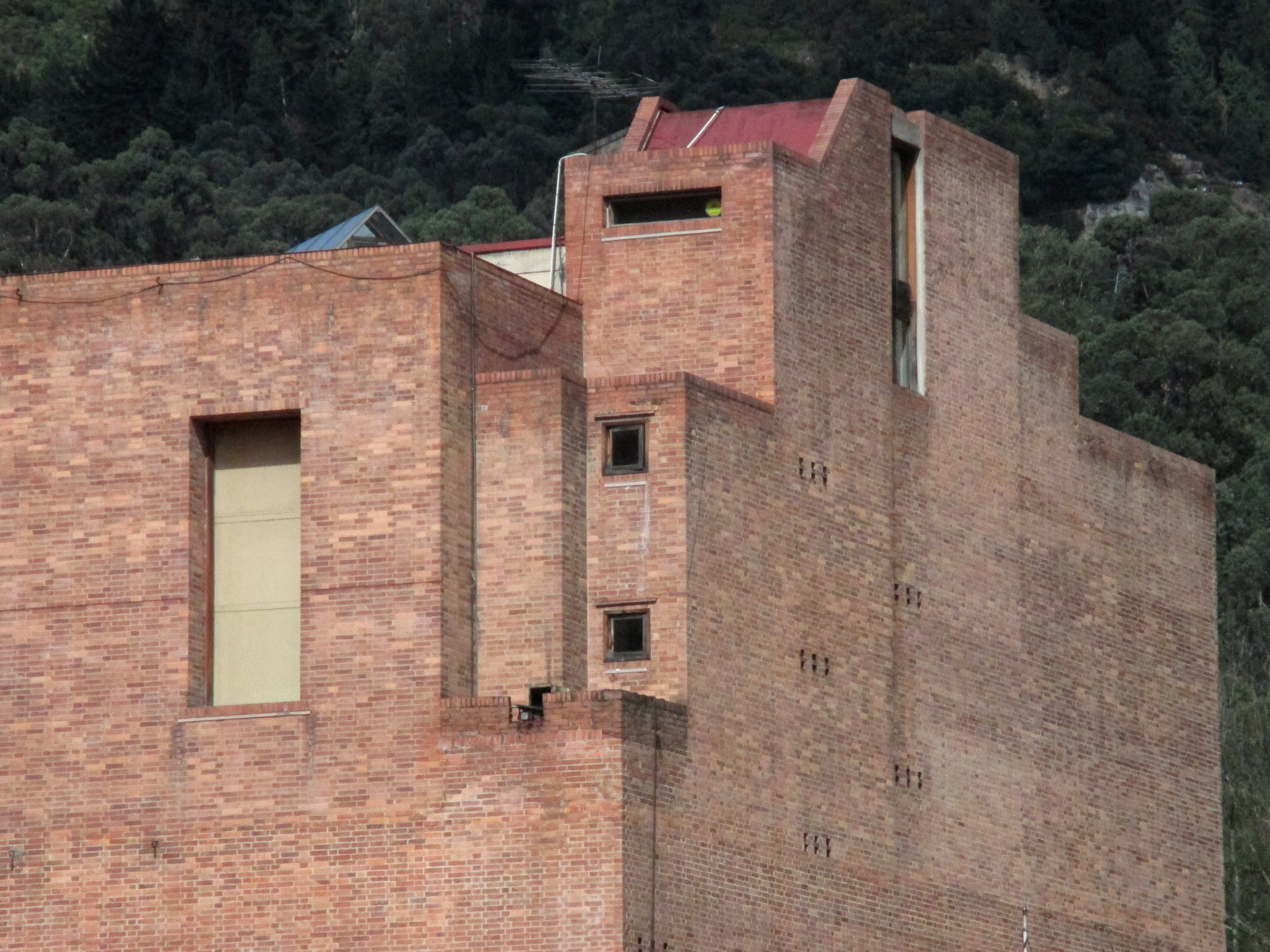
Fachada Norte del Museo de Arte Moderno de Bogotá.
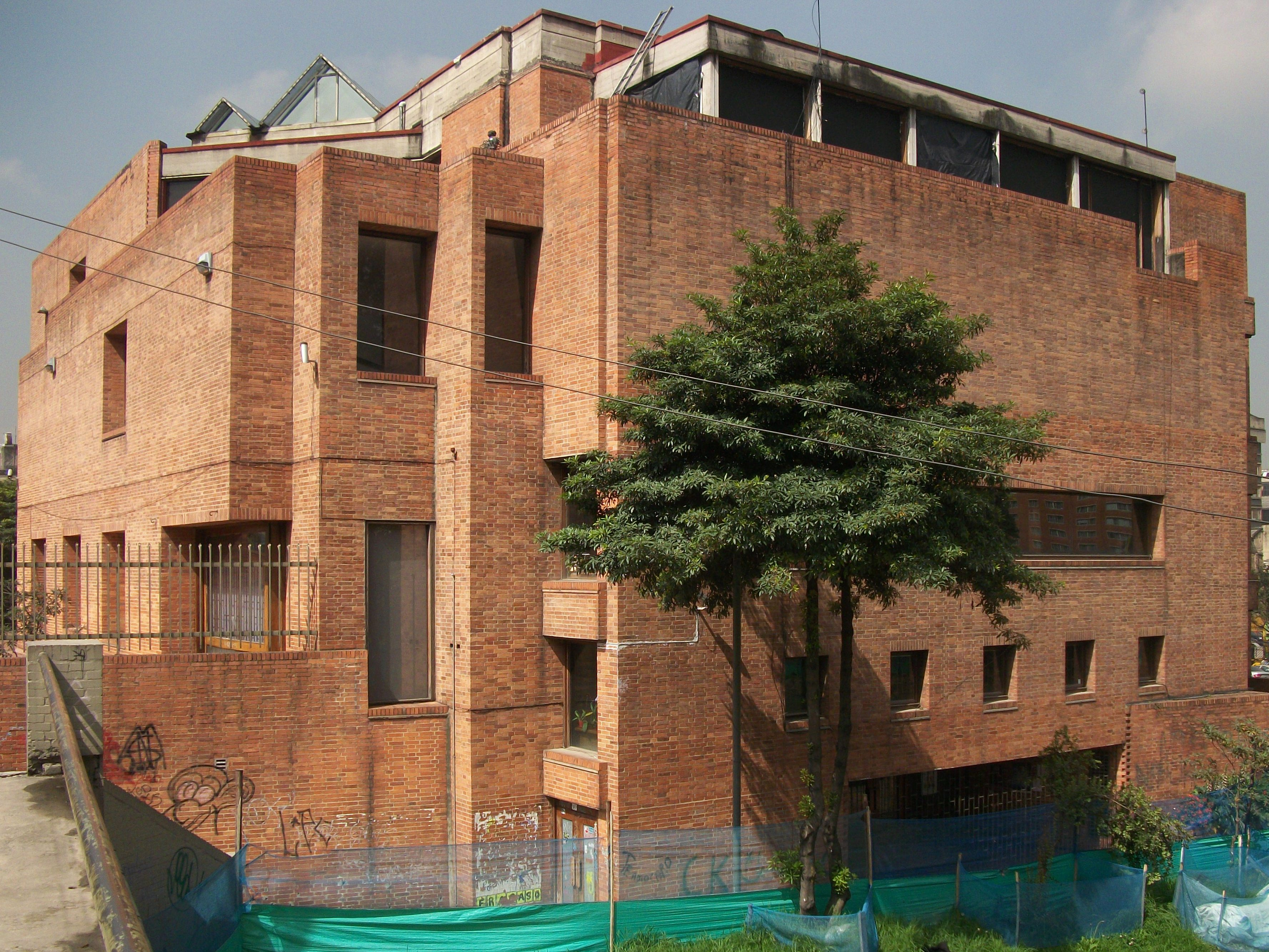
Fachada Trasera del Museo de Arte Moderno de Bogotá.
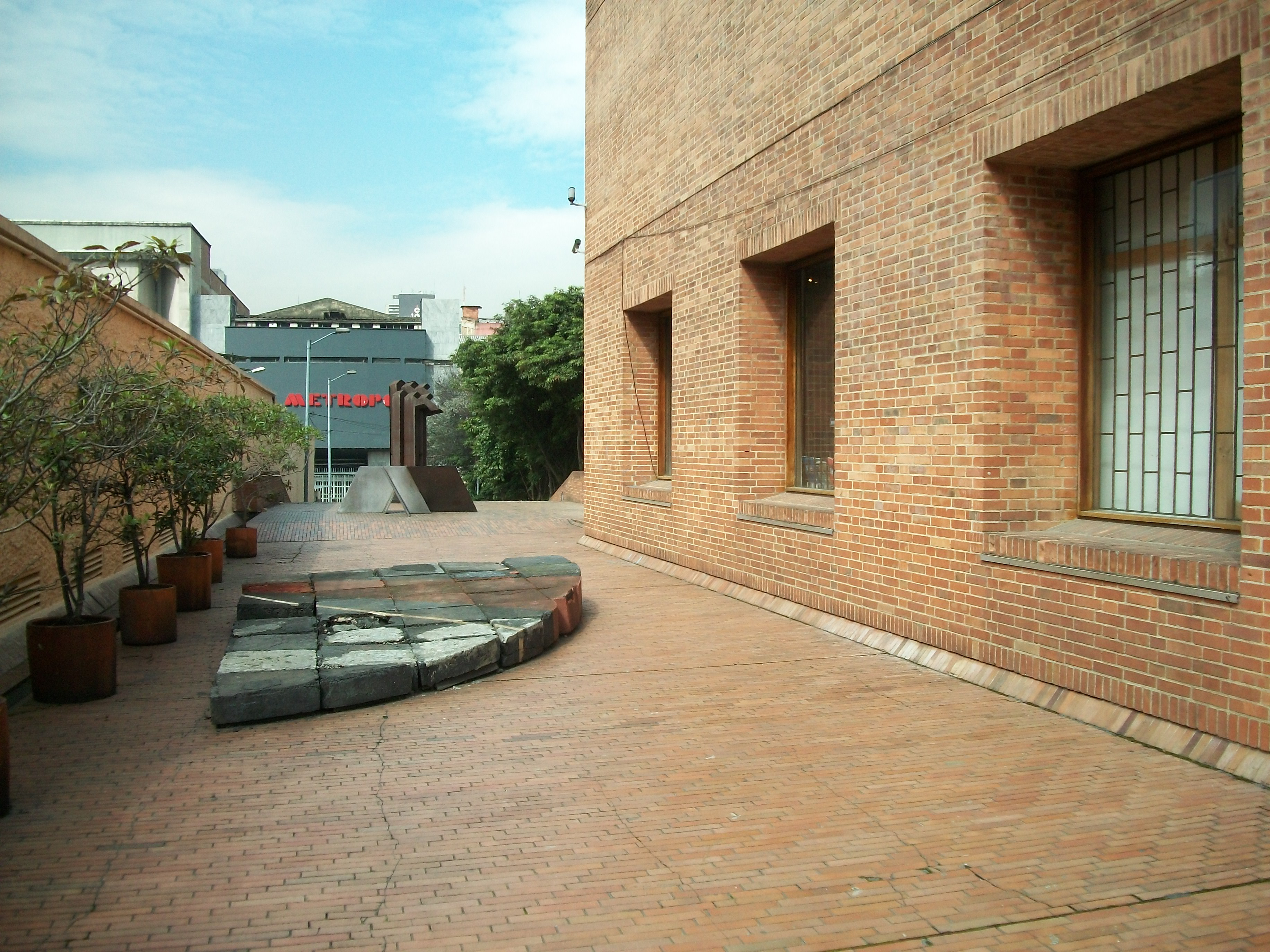
Patio trasero del Museo de Arte Moderno de Bogotá.
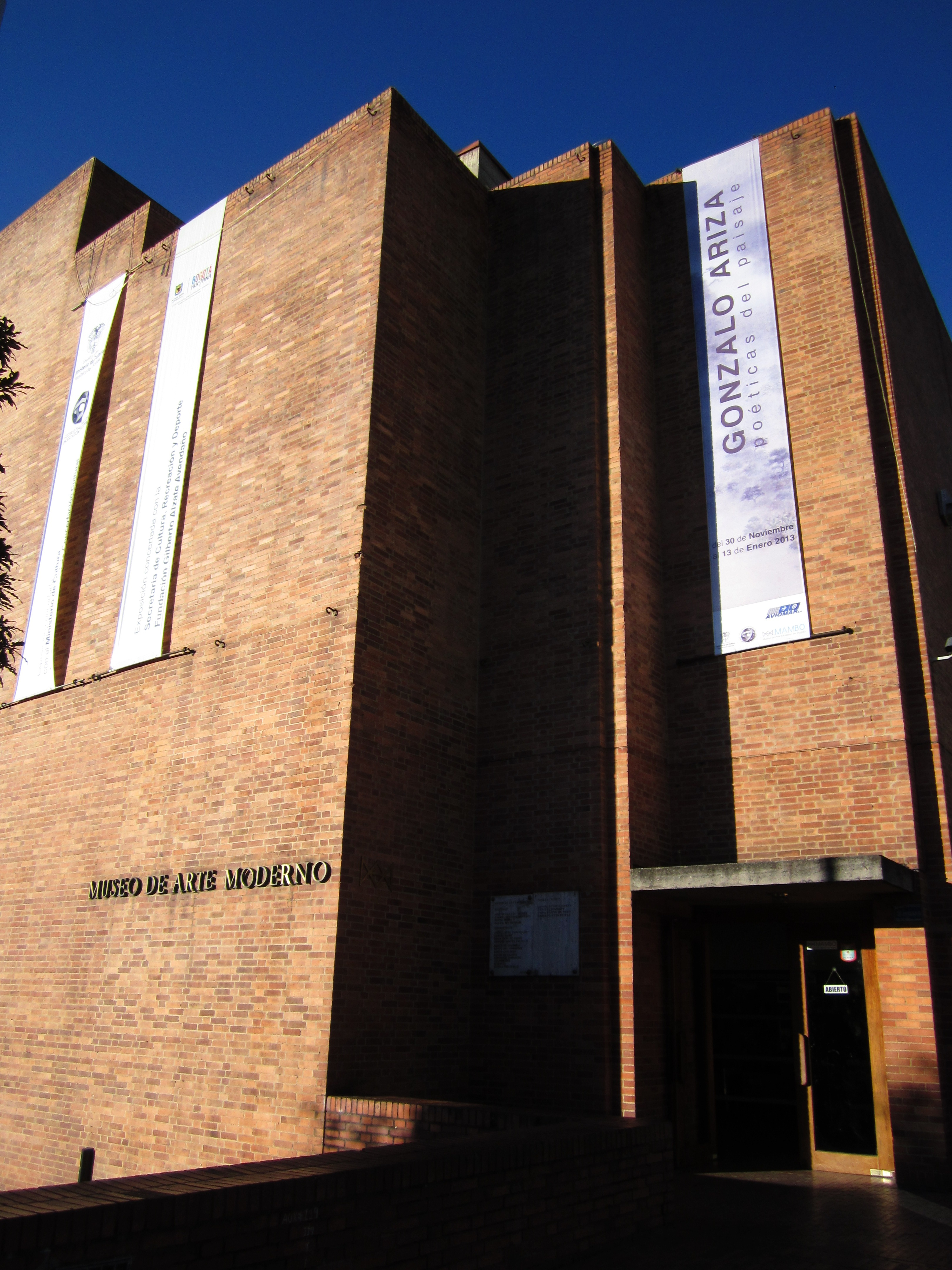
Entrada Principal
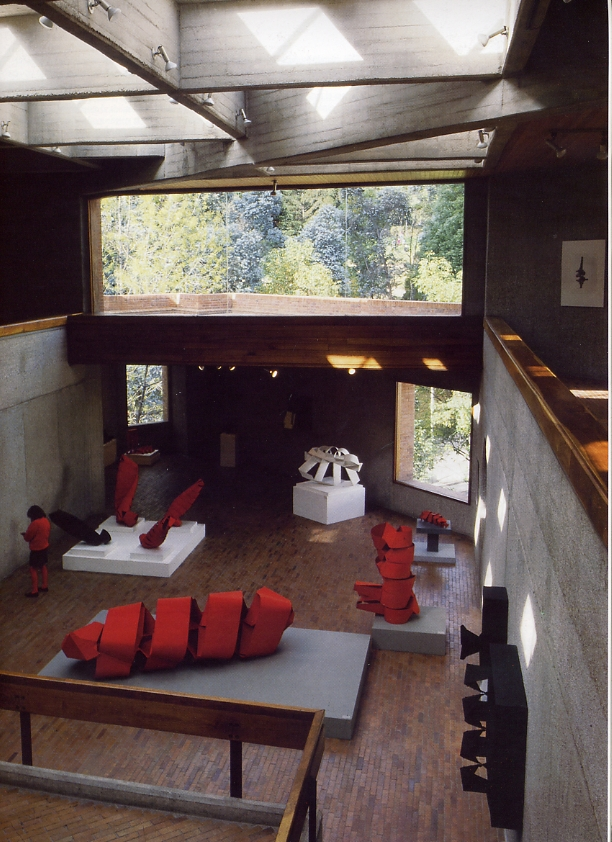
Interior del MAMBO.